# (4446) Carolyn
(4446) Carolyn es un asteroide que forma parte del cinturón exterior de asteroides y fue descubierto por Edward L. G. Bowell desde la Estación Anderson Mesa, en Flagstaff, Estados Unidos, el 15 de octubre de 1985.

## Designación y nombre
Carolyn se designó al principio como 1985 TT.
Posteriormente, en 1991, fue nombrado en honor de la astrónoma estadounidense Carolyn Shoemaker.

## Características orbitales
Carolyn orbita a una distancia media del Sol de 3,986 ua, pudiendo acercarse hasta 2,87 ua y alejarse hasta 5,102 ua. Su inclinación orbital es 7,239 grados y la excentricidad 0,2799. Emplea en completar una órbita alrededor del Sol 2907 días.
Carolyn pertenece al grupo asteroidal de Hilda.

## Características físicas
La magnitud absoluta de Carolyn es 11,2.